# Beat (telessérie)
Beat é uma série de televisão alemã de suspense, criada e dirigida por Marco Kreuzpaintner. Foi produzida pela Prime Video e lançada em 9 de novembro de 2018. É a segunda série original da Amazon em língua alemã.

## Elenco
- Jannis Niewöhner como Robert "Beat" Schlag
- Karoline Herfurth como Emilia
- Christian Berkel como Richard Diemer
- Alexander Fehling como Philipp Vossberg
- Hanno Koffler como Paul
- Kostja Ullmann como Jasper Hoff
- Nina Gummich como Janine
- Ludwig Simon como Janik

## Prêmios e indicações
Emmy Internacional 2019
1. Melhor Ator (Jannis Niewöhner) (indicado)[2]